# Hans Vinjarengen
Hans Vinjarengen, född den 20 augusti 1905, död den 1 februari 1984, var en norsk utövare av nordisk kombination som tävlade under 1920-talet och 1930-talet.
Vinjarengens första mästerskap var OS 1928 i Sankt Moritz där han slutade på andra plats. Den första mästerskapssegern kom året senare vid VM 1929 i Zakopane. En seger som han följde upp med ytterligare en seger vid VM 1930 på hemmaplan i Oslo. Vinjarengen deltog även vid OS 1932 där han slutade på tredje plats. Tredje plats blev det även vid hans två sista mästerskap VM 1934 och VM 1938.
1931 mottog Vinjarengen holmenkollenmedaljen för sina dubbla VM-guld.